# Ronald Parise
Ronald Anthony Parise (Warren, 24 de maio de 1951 – Silver Spring, 9 de maio de 2008) foi um astronauta e cientista norte-americano, veterano de duas missões no ônibus espacial.

## Vida
Formado em Física, Matemática, Geologia e Astronomia, fez doutorado na última cátedra na Universidade da Flórida em 1979. Foi selecionado pela NASA em 1984 como especialista de carga para os voos do novo sistema de observatórios espaciais ASTRO e durante os doze anos a que dedicou a este trabalho em terra e no espaço, esteve envolvido em planejamento de missões, desenvolvimento de simuladores e de procedimento de voos, e de análise de dados científicos. Após o complemento do programa ASTRO, Parise assumiu a direção de um planejamento de engenharia de comunicações para diversos projetos de missões humanas no espaço, como a estação Mir, a Estação Espacial Internacional e o X-38.
Foi ao espaço pela primeira vez como especialista de carga na missão STS-35 Columbia, em 2 de dezembro de 1990, uma missão de nove dias destinada a fazer observações com o Astro-1, observatório do Spacelab constituído de quatro telescópios. Sua segunda missão foi em março de 1995, como especialista de carga da STS-67 Endeavour, que levou ao espaço o Astro-2.
Morreu em maio de 2008, às vésperas de completar 57 anos, após três anos de batalha contra um câncer no cérebro.

## Experiência de voo espacial
STS-35/Astro-1 Columbia (2 de dezembro a 10 de dezembro de 1990). O observatório Astro é um complemento único de três telescópios projetados para registrar simultaneamente dados espectrais, dados polarimétricos e imagens de objetos astronômicos fracos no ultravioleta distante. A duração da missão foi de 215 horas e 5 minutos. O ônibus espacial pousou na Base Aérea de Edwards, na Califórnia.
STS-67/Astro-2 Endeavour (2 a 18 de março de 1995). Este foi o segundo voo do observatório Astro. Durante esta missão recorde de 16 dias, a tripulação realizou observações o tempo todo para estudar os espectros ultravioleta distantes de objetos astronômicos fracos e a polarização da luz ultravioleta vinda de estrelas quentes e galáxias distantes. A duração da missão foi de 399 horas e 9 minutos. O pouso foi na Base Aérea de Edwards, na Califórnia.
Coincidentemente, o companheiro de Parise especialista em carga útil em ambas as suas missões foi Sam Durrance.
Parise foi fundamental para trazer equipamentos de rádio amador para o ônibus espacial e operou no ar durante suas próprias missões. Seu indicativo de chamada de rádio amador era WA4SIR.

## Organizações
- Sociedade Astronômica Americana
- Sociedade Astronômica do Pacífico
- Associação de Exploradores Espaciais
- União Astronômica Internacional
- Sigma Xi
- Phi Kappa Phi
- Associação de Radioamadores Warren, Inc.
- AMSAT
- ARISS
- Space Hams Internacional
- Sociedade Abruzzo Molise Heritage de Washington D.C.